# 40 Cal.
40 Cal., pseudonimo di Calvin Alan Byrd (New York, 31 agosto 1981), è un rapper statunitense.

## Biografia
Nasce ad Harlem a New York, è di discendenza portoricana e dominicana. Egli fa parte della crew di Harlem The Diplomats e fece la sua prima apparizione sulla scena col brano "40 Cal." per l'album dei Diplomats, "Diplomatic Immunity, Vol. 2".
Calvin si contraddistingue per la sua grande capacità lirica nelle battle, difatti, egli partecipò al Fight Klub MC offerto da MTV.
Con i suoi mixtape, 40 Cal., si è creato un nome al di fuori del gruppo dei Diplomats, riuscendo a vendere un milione di copie per conto suo.
Nel 2006, ha rafforzato la sua immagine registrando mixtape con etichette che li venderanno a livello nazionale.
Il 5 agosto 2008, ha visto la luce il suo nuovo album intitolato Mooga. Il 5 luglio 2010, sul sito di rap italiano "YouPush.It" è uscito il brano "From Italy To Harlem" di 40 Cal assieme a Electrofants, Luke D e Killaboy P.

## Discografia

### Album
- 2006 - Broken Safety
- 2007 - Broken Safety 2
- 2008 - The Yellow Tape
- 2008 - Mooga

### Mixtapes
- 2006 - 40 to Life
- 2006 - Trigger Happy
- 2007 - Trigger Happy 2